# Stowe, Buckinghamshire
Stowe är en ort och civil parish i Storbritannien.   Den ligger i kommunen Buckinghamshire och riksdelen England, i den södra delen av landet, 80 km nordväst om huvudstaden London. Stowe ligger 136 meter över havet och antalet invånare är 886.
Terrängen runt Stowe är platt. Runt Stowe är det ganska tätbefolkat, med 192 invånare per kvadratkilometer. Närmaste större samhälle är Milton Keynes, 18,0 km öster om Stowe. Trakten runt Stowe består till största delen av jordbruksmark.